# Ismail al-Ghoul
Ismail Al-Ghoul (en árabe: إسماعيل الغول‎ ; 14 de enero de 1997 - 31 de julio de 2024) fue un periodista palestino y corresponsal de Al Jazeera en la Franja de Gaza. 
El 31 de julio de 2024, al-Ghoul y su camarógrafo, Rami al-Refee, fueron asesinados en un ataque aéreo israelí mientras cubrían las reacciones en el campamento de Shati al asesinato del líder de Hamás, Ismail Haniya. A pesar de su breve carrera, era considerado un icono del periodismo palestino.

## Carrera
Ismail obtuvo una licenciatura en periodismo por la Universidad Islámica de Gaza y comenzó su trabajo en el campo del periodismo escrito como corresponsal de periódicos locales.
Más tarde pasó a la televisión, trabajando con varios canales de televisión gazatíes. Fue contratado en noviembre de 2023 por Al Jazeera, para quien realizaba retransmisiones frecuentes. Fue uno de los encargados de informar para esta cadena del asesinato de la niña Hind Rajab, de su familia y de dos enfermeros enviados a rescatarlos. Resultó herido en varias ocasiones durante el ataque israelí al barrio gazatí de Shujaiya. En el momento de su muerte estaba casado y tenía una hija de dos años.

## Asedio del hospital Al-Shifa
El 18 de marzo de 2024, Ismail al-Ghoul, junto con muchos otros civiles, fue arrestado por el ejército israelí durante el asedio del Hospital Al-Shifa. Al-Ghoul fue brutalmente golpeado por los soldados israelíes y detenido durante 12 horas antes de ser liberado.
En una entrevista con Al Jazeera, al-Ghoul afirmó que las fuerzas israelíes habían atacado el hospital sin respetar a los periodistas, a quienes rompieron sus equipos antes de arrestarlos. Al-Ghoul denunció que los periodistas habían sido desnudados, les habían vendado los ojos y les habían obligado a acostarse boca abajo con las manos atadas. Si se movían, los soldados disparaban al suelo para intimidarlos. Después de unas 12 horas, los periodistas fueron trasladados para ser interrogados.
Tanto el Comité para la Protección de los Periodistas como Reporteros Sin Fronteras condenaron la agresión y confirmaron que al-Ghoul había sido golpeado y su equipo destruido. También exigieron que se pusiera fin a tales acciones.

## Asesinato

### Asesinato de Ismail al-Ghoul y Rami al-Refee
El 31 de julio de 2024, Ismail al-Ghoul y su camarógrafo, Rami al-Refee, se dirigieron a la casa familiar de Ismail Haniya, el líder de Hamás, para informar de las reacciones por su asesinato ese mismo día en Teherán, Irán. Informaron en directo de las reacciones a la muerte de Haniya cerca de dos horas antes de ser asesinados.
Alrededor de las 4 P.M., ambos periodistas fueron asesinados en un ataque de un dron israelí mientras conducían por el campo de refugiados de Shati, en el centro de la Franja de Gaza. El ataque fue tan violento que ambos fueron decapitados. Un chico de 17 años llamado Khaled al-Shawa, que montaba en bici cerca del coche, también murió por el ataque.
Anas al-Sharif, corresponsal de Al Jazeera, informó del asesinato desde el hospital al que fueron trasladados los cadáveres de sus compañeros. Al-Sharif explicó que «al-Ghoul compartía el sufrimiento de los palestinos desplazados y el sufrimiento de los heridos, y el de las masacres cometidas por los israelíes contra la gente inocente en Gaza».
En el momento del ataque, al-Ghoul y al-Refee llevaban chalecos de prensa y su coche estaba identificado claramente como vehículo de la prensa. Apenas 15 minutos antes de morir, se habían puesto en contacto con su oficina y habían informado de un ataque a una casa cercana, tras lo que se les dijo que abandonaran la zona inmediatamente. Se dirigían al Hospital Bautista Al-Ahli Arabi cuando fueron asesinados.
El 1 de agosto de 2024, el ejército israelí publicó un tuit en su cuenta oficial de Twitter en el que se jactaba de haber asesinado a al-Ghoul y afirmaba, sin pruebas, que era un operativo de Nukhba que había participado en el ataque del 7 de octubre:
🔴ELIMINADOS: Ismail al-Ghoul, operativo del ala militar de Hamás, terrorista de Nukhba y periodista de @AJEnglish

 Como parte de su papel en el ala militar, Al-Ghoul instruyó a otros agentes sobre cómo registrar operaciones y participó activamente en el registro y la publicación de ataques contra tropas del ejército israelí. Sus actividades sobre el terreno eran una parte vital de la actividad militar de Hamás.

 Las Fuerzas de Defensa de Israel y la ISA seguirán operando para eliminar a los terroristas que participaron en la masacre del 7 de octubre.
Al Jazeera rechazó estas afirmaciones y recordó que al-Ghoul había sido arrestado y liberado poco después por el propio ejército israelí, durante su ataque al Hospital Al-Shifa, lo que «desacredita y refuta la afirmación falsa de que estaba afiliado a organización alguna». Un portavoz militar israelí dijo que no tenían nada más que decir sobre el tema.

### Reacciones
- El Centro de Prensa de Catar condenó enérgicamente el asesinato de los periodistas Ismail al-Ghoul y Rami al-Refee.[19]

- Al Jazeera lo describió como un «asesinato deliberado».[20]

- Maram Humaid, corresponsal Al Jazeera English, escribió un panegírico a Al-Ghoul en el que afirmaba: «Su muerte es el último recordatorio de cómo Israel ha silenciado a tantos de nosotros, demasiados como para nombrarlos, pero cada uno de ellos está grabado para siempre en nuestra memoria como un héroe que nos fue arrebatado demasiado pronto».[21]

- El Comité para la Protección de los Periodistas (CPJ) expresó su profunda preocupación por el asesinato del periodista de Al Jazeera Ismail Al Ghoul y del camarógrafo Rami Al Refee, quienes murieron en un ataque aéreo israelí en Gaza. La directora ejecutiva del CPJ, Jodie Ginsberg, enfatizó que los periodistas son civiles y no deben ser atacados nunca, y exigió una explicación de Israel por lo que parece ser un ataque deliberado.[22] Al-Ghoul y al-Refee estaban cubriendo las reacciones al asesinato del líder de Hamás, Ismail Haniya, informando desde su casa en Gaza apenas una hora antes de que fueran asesinados. Según la cobertura en vivo de Al Jazeera, los periodistas estaban abandonando el lugar después de recibir una orden israelí de evacuar cuando fueron alcanzados por el ataque. Al Jazeera cree que los periodistas fueron atacados deliberadamente. Desde el inicio del conflicto entre Israel y Gaza en octubre pasado, el CPJ ha documentado el asesinato de al menos siete periodistas y trabajadores de medios de Al Jazeera.[11]

- Reporteros sin Fronteras (RSF) ha presentado tres denuncias ante la Corte Penal Internacional:

Estamos conmocionados por el violento ataque a dos conocidos periodistas de Al Jazeera. Éste es sólo el último caso en casi diez meses de crímenes contra periodistas en Gaza, donde más de 120 han sido asesinados. RSF pide al gobierno israelí que ponga fin de inmediato a la violencia contra periodistas, cometida por las Fuerzas de Defensa de Israel y que podrían ser considerados crímenes de guerra. También instamos a la comunidad internacional a que ejerza más presión para garantizar que los periodistas en Gaza puedan trabajar con seguridad y que se haga justicia con los que han sido asesinados. Esta masacre debe terminar ahora.

- La Freedom of the Press Foundation respondió al tuit del ejército israelí pidiendo pruebas y calificando el asesinato como una mala excusa para atacar a un periodista de un medio de comunicación que no le gusta al ejército israelí:

Documentar una guerra no es terrorismo, es periodismo. Si las Fuerzas de Defensa de Israel pueden demostrar que al-Ghoul trabajaba para el ejército de Hamás, deberían hacerlo inmediatamente. De no ser así, parece una mala excusa para asesinar deliberadamente a un periodista de un medio que a Israel no le gusta.

- Irene Khan, Relatora Especial de las Naciones Unidas sobre la libertad de opinión y de expresión, denunció «enérgicamente los ataques deliberados por parte de Israel contra dos periodistas en Gaza, que se suman a la ya espantosa cifra de periodistas y trabajadores de medios de comunicación muertos en esta guerra».[25]

- Durante una transmisión en vivo, la periodista de Al Jazeera Hind Khoudary afirmó, al hablar del asesinato de sus colegas, que:

Hacemos de todo. Usamos nuestras chaquetas de prensa. Usamos nuestros cascos. Intentamos evitar los lugares que no son seguros. Procuramos ir a sitios en los que podamos garantizar nuestra seguridad. Pero hemos sido atacados en lugares normales donde se encuentran ciudadanos normales. Estamos intentando hacer todo lo posible [para estar a salvo], pero al mismo tiempo queremos informar. Queremos contarle al mundo lo que está pasando. Es desgarrador informar esto hoy, así como informar que ataques israelíes han matado a Shireen, Hamza y Samer. Y esta no es la primera vez que tenemos que lamentar [estas muertes], pero cada vez que lo hacemos se siente como si fuera la primera vez. Es una gran pérdida para nosotros aquí, para los periodistas en Gaza y especialmente para el equipo de Al Jazeera, perder a este colega.